# کره در
کره در، روستایی از توابع بخش مرکزی شهرستان ممسنی در استان فارس ایران است.

## جمعیت
این روستا در دهستان فهلیان قرار دارد و براساس سرشماری مرکز آمار ایران در سال ۱۳۸۵، جمعیت آن ۴۷ نفر (۱۸خانوار) بوده‌است.